# Närmare hemmet
Närmare hemmet - Sånger att minnas och höra igen utkom 1971 och är ett musikalbum med den kristna sångaren Artur Erikson. Samtliga av skivans melodier har tidigare varit utgivna på EP, men ges för första gånget ut här på LP.

## Låtlista

### Sida 1
1. Jag sökte Gud - Han var där
2. En undrens Gud är Herren Gud
3. I min andes fördoldaste djup
4. Han giver och giver igen
5. Ljusa barnatro
6. Jag sänder dig
7. Man säger jag drömmer

### Sida 2
1. En som är större än du och jag (Somebody bigger than you and I)
2. Som knoppen sig sträcker
3. Närmare hemmet
4. Som vår dag är kraft skall vi få
5. På löftenas vagnar
6. Tack min Gud för vad som varit